# HD248944
HD248944 — хімічно пекулярна зоря спектрального класу
A1 й має видиму зоряну величину в смузі V приблизно 10,0.

## Пекулярний хімічний вміст
Зоряна атмосфера HD248944 має підвищений вміст 
Si
.